# سامبالپور
سامبالپور (به انگلیسی: Sambalpur) یک شهر در هند است که در شهرستان سامبالپور واقع شده‌است. سامبالپور ۳۳۵٬۷۶۱ نفر جمعیت دارد و ۱۳۵ متر بالاتر از سطح دریا واقع شده‌است.